# Macarena Deichler
Macarena Deichler Celedón (12 de julio de 1986, Santiago) es una entrenadora chilena. Desde 2025, es directora técnica de la selección femenina de Sport Recife en Brasil.

## Biografía
Luego de cursar la educación secundaria en Santiago, trabajó en la tienda de lavaesco de sus padres.  Alentada por su padre, decidió estudiar la carrera de Entrenador Técnico en el Instituto Nacional del Fútbol en Chile, siendo una de las tres mujeres de su generación egresada en 2014.
En el segundo año de su carrera, Deichler, junto a su pareja, realizaron una pasantía en Uruguay con la selección sub-17 de aquel país. En 2012, ambos viajaron a Brasil, donde realizaron una pasantía de observación de entrenamiento del equipo profesional de Fluminense.
Dos años más tarde, ambos trabajaron en la selección femenina de Duquecaxiense FC en la tercera división de la liga de Río de Janeiro. Luego de seis meses, trabajaron en el club Chicago de Brasil. En 2015, fue auxiliar técnica de Vitória das Tabocas, en Pernambuco, mientras que en 2016, logró el campeonato femenino del estado de Pernambuco, siendo entrenadora principal del mismo equipo y luego disputó la Copa de Brasil, llegando a octavos de finales el mismo año.
En 2018, trabajó en União Desportiva Alagoana en Maceio y en São Francisco do Conde en Bahía.
En 2019, fue nombrada ayudante técnica de Daniela Alves, DT de la sub-18 femenina de Corinthians, selección con quien fue campeona nacional sub-16 en 2021, subcampeona Brasilera Sub-18 y Paulista Sub-17. En 2021, abandonó el equipo y en enero de 2022, regresó a Chile tras ser nombrada DT del primer equipo de Audax Italiano Femenino para el campeonato nacional de ese año, junto a Ana María Briones como DT del equipo sub-19.
En 2024, fue coordinadora de la selección femenina de Cobresal en Chile.
En 2025, fue nombrada ayudante técnica de Mixto FC en el Brasileirao Serie B femenino. En julio de ese mismo año, asumió como directora técnica de la selección femenina de Sport Recife, junto a Mónica Ledezma como ayudante técnica.